# Tillandsia caliginosa
Tillandsia caliginosa är en gräsväxtart som beskrevs av Walter Till. Tillandsia caliginosa ingår i släktet Tillandsia och familjen Bromeliaceae. Inga underarter finns listade i Catalogue of Life.